# 希腊
39°04′27″N 21°49′28″E / 39.074208°N 21.824312°E
希腊共和国（羅馬化：Ellinikí Dimokratía），通稱希腊（Ελλάδα，羅馬化：Elláda），是位于东南欧的發達跨大陸國家。2019年其人口为1,080万。雅典为希腊首都及最大城市，塞萨洛尼基为第二大城市。
希腊位于歐洲、亞洲和非洲的十字路口，戰略地位重要。其位於巴爾幹半島南端，西北鄰阿爾巴尼亞，北部鄰北馬其頓和保加利亞，東北鄰土耳其。希臘分為九個传统地區：马其顿、中希腊、伯罗奔尼撒、色薩利、伊庇鲁斯、爱琴海诸岛（包括十二群島及基克拉泽斯）、色雷斯、克里特和伊奧尼亞群島。爱琴海位于希腊本土东侧，爱奥尼亚海位于西侧，克里特海和地中海位于南侧。希腊海岸线长达13,676（8,498英里），为地中海盆地国家中最长，世界第11长。希腊拥有大量岛屿，其中227个岛屿有人居住。其百分之八十区域为山地，奥林帕斯山为全境最高峰，海拔2,918（9,573英尺）。
希腊为世界上历史最悠久的国家之一，自公元前2700年已經建立文明社會。其地理位置與文化交流豐富，被称作西方文明的摇篮，为民主制度、西方哲学、奥林匹克运动会、西方文学、史学、政治学、重要科学及数学原理、西方戏剧（悲剧及喜剧）的发源地。公元前4世纪马其顿腓力二世首先统一了希腊。其子亚历山大大帝迅速征服了古代世界的大片地区，将希腊文化和科学自东地中海地区传播至印度河流域。公元前2世纪希腊为罗马所吞并，成为罗马帝国及其继承国拜占庭帝国的核心组成部分，其中后者为希腊语言及文化所主导。公元1世纪希腊正教会建立起来，塑造了现代希腊的文化认同，并将希腊传统传播至正教世界。15世纪中叶，奥斯曼帝国夺取了希腊地区。在十九世纪二十年代历经独立战争后，于1830年希腊作为现代民族国家被国际社会所承认。希腊拥有18项世界遗产，其中包括文化遗产16项，文化与自然双重遗产2项，这一数目在歐洲及世界均居前列。
希腊为民主制国家，发达国家及高收入經濟體，其生活较高，及人类发展指数为极高。希腊为联合国创始国，为欧洲共同体（欧洲联盟前身）第十个成员国，并自2001年以来为欧元区成员国。其亦为诸多国际组织的成员国，包括欧洲委员会、北大西洋公约组织、经济合作与发展组织、世界贸易组织、歐洲安全與合作組織及法語圈國際組織。希腊的独特文化地位、旅遊業、航運及戰略地位使其躋身中等強國之列。

## 語源
希腊在现代希腊语中的名称是Ελλάδα（Elláda，发音为[eláδa]）。古希腊语和純正希臘語（Katharevousa，19世紀至1976年的希臘官方文體）的对应形式是Ἑλλάς（希腊语，古典语：[hel.lás]，现代语：[elás]）。这就是英语替代名称Hellas的来源，它大多出现在今天古体文学作品或诗歌的语境中。“希腊”的形容词形式ελληνικός（ellinikos）有时也被翻译为希腊语，在希腊官方机构的正式名称中经常以这种方式出现，如希腊国家名称“希腊共和国”（Ελληνική Δημοκρατία，[eliniˈci ðimokraˈti.a]）。
希腊和希腊语的英文名称（Greece 和 Greek）来源自拉丁语的 Graecia 和 Graecus ，这两个词是Graeci（Γραικοί，Graikoí；单数Γραικός，Graikós）的名字，Graeci是最早在意大利南部定居Magna Graecia的古希腊部落之一。这个词可能来源于原始印欧语系词根*ǵerh₂-, “变老”，更具体地说，来自格雷亚（古城），亚里士多德说格雷亚是希腊最古老的城市，也是那不勒斯地区殖民者的来源。
中文词“希腊”的由来不甚明晰，有可能早期将该词带入中国的是欧洲的传教士。当时的传教士都是很有学问的人，通晓拉丁语和希腊语的大有人在，其时也正是纯正希腊语还很兴旺的时代。而在近代最早接触西方文明的中国人一般都持闽粤方言，他们在通过传教士翻译西方地名的时候，可能按照希腊语本身的方法称呼希腊，而“希”字在闽粤方言之中不是齿龈发音的“x”，而是清喉擦音“h”。
另外，东罗马帝国的核心地带包括希腊，以希腊语写成的圣经新约里面也有若干处提及希腊，所以也许在唐朝已经有景教的圣经译本之中出现过希腊的其他名字，但此译本已经失传。后来在十七世纪有法国人巴设（或“白日昇”，Jean Basset）将部分新约翻译为中文，其中提及希腊的部分应该与和合本圣经一样，作“希利尼”，例如《约 19:20》。其手抄本现存大英博物馆。

## 历史

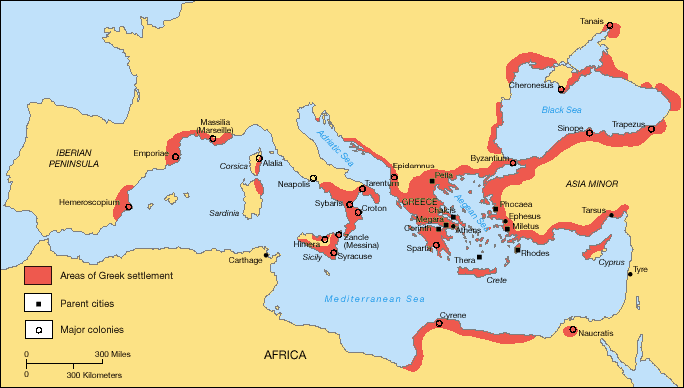
地圖顯示，在古風時期希臘的領土和殖民地

希臘獨立後領土變化圖

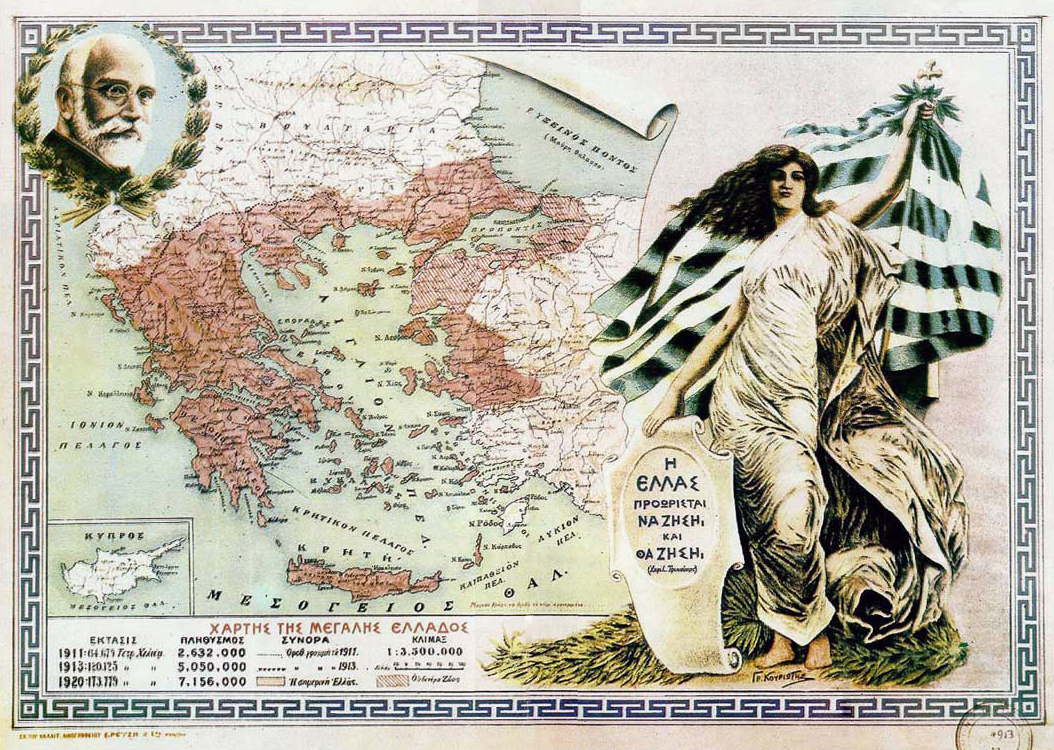
巴黎和會時的希臘海報

根據考古資料，希臘大約在二十萬年前的舊石器時代中期已經有人類聚居。約公元前3200年，青銅時代的希臘孕育了欧洲最古老的文明：米诺斯文明（位於克里特島），基克拉澤斯文明（位於基克拉澤斯群島）及赫拉斯文明（位于希腊大陆）。公元前1600左右被迈锡尼文明取代，以上统称愛琴文明。邁錫尼文明被多利安人取代，之后希腊经历了一段黑暗时期，之前人们认为，在这一时期，希腊与外国文化之间失去了所有交流，几乎没有文化进步。但上世纪八十年代的一些考古研究发现希腊的一些地区比传统上想象的要富裕得多，与外国联系也更广泛。公元前9世纪，随着黑暗时代的结束，希腊半岛上出现了各种王国和城邦，这些王国和城邦分布在黑海沿岸、意大利南部（“Magna Graecia”）和小亚细亚。这些国家及其殖民地巨大的经济繁荣，使得希腊文明达到了前所未有的文化繁荣，古典希腊的文化繁荣表现在建筑、戏剧、科学、数学和哲学上。公元前508年，克利斯提尼在雅典建立了世界上第一个民主政体。这一阶段出现荷馬史詩等希臘文作品，稱為古風時期。此時希腊城邦在地中海和黑海沿岸紛紛建立起自己的殖民地，並在前776年舉辦第一次奧林匹克運動會。公元前5世紀初，希臘城邦的聯軍成功抵御波斯帝國入侵，并在此時达到其科技文化的高峰，稱為古典時期。希腊，马其顿和色雷斯地区的文明被统称为海伦尼克（Ελληνιστική），為希臘一詞的來源。
公元前4世紀馬其頓王國在腓力二世与其子亞歷山大大帝领导下，统一希臘大部並揮師向東，灭亡波斯帝国，希腊文化传播到埃及、中东和中亚甚至印度河流域，史称希腊化时代。希腊历史中政治与军事上重要的城邦为：雅典、斯巴达、科林斯和底比斯。
亚历山大死后，经过一段混乱的时期，亚历山大将军的后裔建立安提柯王朝并在在公元前276年重新控制了马其顿和大部分希腊城邦。大约从公元前200年开始，罗马共和国越来越多地参与希腊事务，并与马其顿进行了一系列战争。最终马其顿在公元前168年的皮德纳战役中战败，标志着希腊反抗力量的终结。公元前146年，马其顿被罗马吞并为一个省，希腊其他地区成为罗马的保护国。公元前27年，罗马皇帝奥古斯都吞并了希腊其他地区，并将其变为参议院的亚该亚行省。
虽然在军事上被罗马完全征服，希腊文化却反过来影响罗马人的生活。作为罗马帝国的一个省，希腊文化继续主宰着东地中海。自公元324年开始，君士坦丁一世在拜占庭建立新都，命名为新罗马，330年建成。此新都后来作为东罗马帝国的首都，并改名为君士坦丁堡。公元395年，衰败的罗马帝国被狄奥多西一世分为东罗马和西罗马。620年，希拉克略皇帝用希腊语取代拉丁语，成为帝国的官方语言，东罗马帝国完全希腊化，而希腊也在东罗马帝国的影响下引入了天主教（东西教会大分裂后改为东正教）。東羅馬抵御了近千年来自东西方的攻击，直到1453年君士坦丁堡最终沦陷，奥斯曼帝国也从此逐渐征服整个希腊。尽管奥斯曼帝国为伊斯兰教国家，但依然对希腊东正教采取宽容态度，并允许君士坦丁堡普世牧首保有相当的影响力，希腊文化也得以保留下来。
从十六世纪后期开始，一些被称为“法那尔人”的富有希腊商人逐渐在帝国中获得了地位与话语权，他们被委以重要职务，如摩尔达维亚和瓦拉几亚地区就由这些商人代管。法那尔人普遍接受西式教育，对其希腊人身份有着认同感。因此随着启蒙运动民族主义概念的传播与世俗学习的增加，可以追溯至古希腊时期的现代希腊民族主义在精英阶层中诞生，这个国家将不再是东罗马帝国的继承者，它要独立于其他东正教民族，获得政治自主权。1814年，友谊社于敖德萨成立，其宣传希腊文化认同，开始筹划武装独立。1821年3月22日，希腊独立战争首先在今天的罗马尼亚地区爆发。尽管起义军开始时取得了一定优势，甚至于1821年10月攻占了特里波利斯，但在易卜拉欣于1825年2月登陆伯罗奔尼撒半岛后被埃及和奥斯曼联军完全压制。1822年和1824年，土耳其人和埃及人蹂躏了包括希俄斯岛和普萨拉岛在内的岛屿，对人口进行了大规模屠杀。希俄斯的12万希腊人口中，约有四分之三被杀害、奴役或死于疾病。这在西欧激起了支持希腊叛军的舆论。
经过多年的谈判，法国、俄国和英国签订《1827伦敦条约》决定介入冲突，在数次重创奥斯曼与埃及军队后，这个新生的希腊国家终于在1830年根据《1830伦敦议定书》得到承认，并于1833年建立君主政权。
在整个19世纪及20世纪初，希腊不断扩张领土，吸收奥斯曼帝国内讲希腊语的族群，到1913年，希腊的领土和人口几乎翻了一番，吞并了克里特岛、伊庇鲁斯和马其顿南部。由于第二次希土战争希腊灾难性的失败以及之后导致的难民问题，人民对国王愈加不满。1923~1927年間，希臘由君主國變為共和國，旋即是短命的軍人獨裁統治，最終復歸為君主國；三年內頒布三部憲法，此後雖過了四年相對穩定的日子卻又遭遇經濟危機，貨幣暴跌四分之三而政府卻束手無策；1936年民主制徹底坍塌而專制政府正式登台，當局解散議會、廢除憲法、宣布軍事管制、鎮壓政黨和反對派組織，並剝奪人民的政治自由，軍警力量得以加強，幾千人被投入集中營虐待，同時還發展法西斯式的國家青年組織，精心安排歌頌領袖的遊行。
第二次世界大战時，義大利自意屬阿尔巴尼亞入侵希臘，希意战争爆發，但前者把意大利軍打退，之後納粹德國干涉巴尔干半岛，聯合義大利和保加利亞發动希臘战役，軸心國軍隊佔領希臘，1944年保加利亞向盟軍投降，德軍撤出希臘，希臘復國。意大利割让佐则卡尼索斯群岛，现代希腊版图定型。二戰後，希腊又经历一次内战。1949年内战结束後的希腊宣布加入北约组织。1967年4月21日军人发动政变，之后又宣布废黜国王。塞浦路斯问题最终导致军人政权在1974年的垮台，同年公投通過廢除君主制，共和国成立。1977年大選結果左派勢力增長但是並未使政局混亂，希臘政局自此安定。1981年希腊正式加入欧洲共同体并在2001年接受欧元作为货币。2009年，希臘國債危機開始受到世界關注。

## 政治

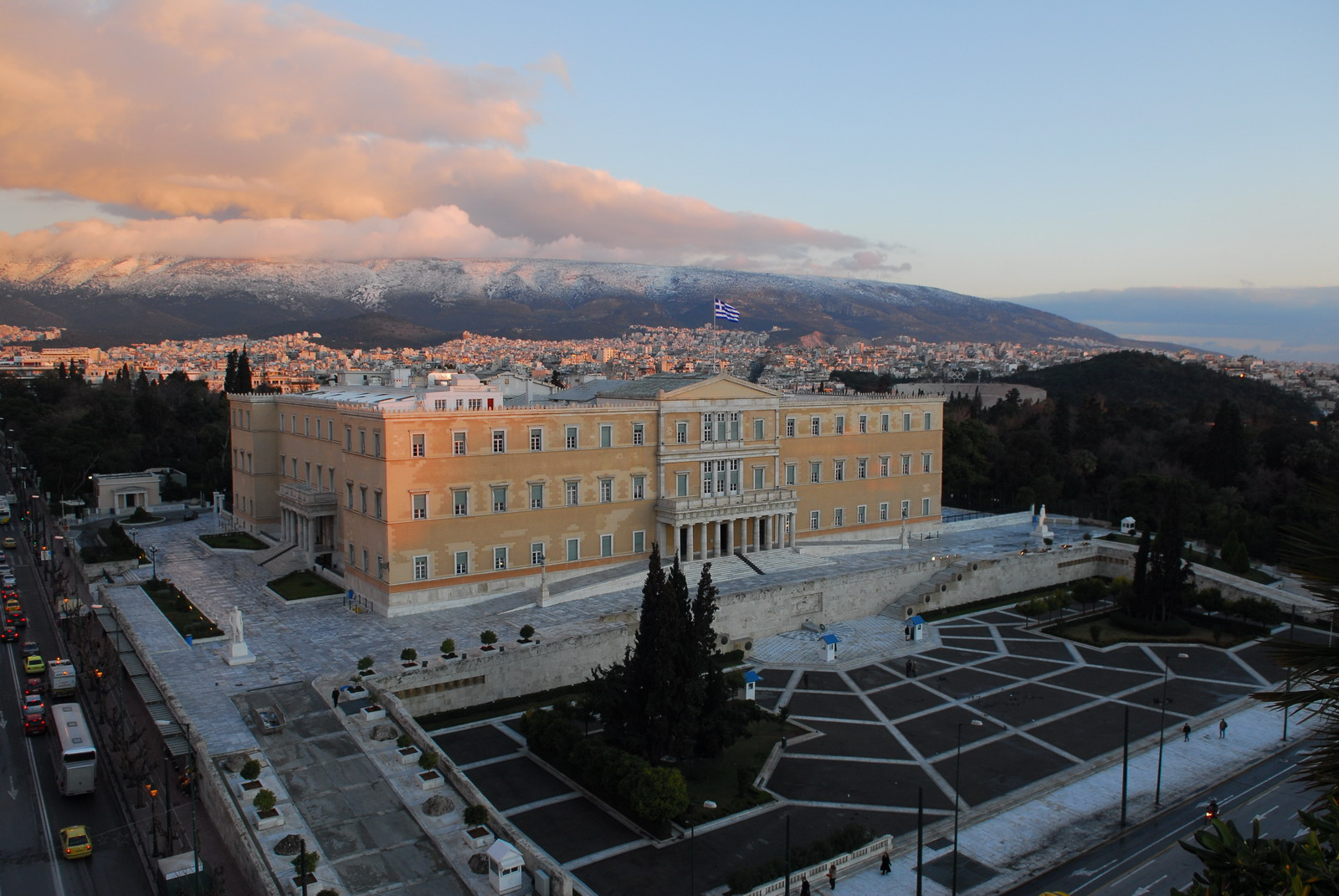
希臘國會

希腊是一个单一制的议会制共和国。现行宪法由希腊第五修正议会起草并通过，在1967年至1974年期间执政的军政府垮台后，于1975年生效。在1986年、2001年、2008年和2019年，各被修订了三次。《希腊宪法》由120条组成，规定将权力分为行政、立法和司法部门，并对公民自由和社会权利给予广泛的具体保障（2001年进一步加强）。1952年的宪法修正案保障了妇女的选举权。
名义上的国家元首是希腊总统，由议会选举产生，任期五年。根据宪法，行政权力由总统和政府行使。然而，1986年的宪法修正案在很大程度上限制了总统的职责和权力，使其在很大程度变为了一个象征性职位；因此，大部分政治权力都归属于希腊总理。该职位由能够获得议会信任投票的政党现任领导人担任。共和国总统根据议会的意志任命总理，并根据他们的建议任命或罢免其他内阁成员。
立法权由300名成员组成的民选一院制议会行使，议会通过的法规由共和国总统颁布。议会选举每四年举行一次，但如果鉴于要处理一个具有特殊重要性的国家问题，共和国总统有义务根据内阁的提议提前解散议会。如果反对派成功通过不信任动议，总统也有义务提前解散议会。希腊的投票年龄为17岁。
根据经合组织2016年的一份报告，与大多数其他发达国家相比，希腊人的公民参与程度属于中等；在最近的选举中，选民投票率为64%，低于经合组织69%的平均水平。
与周围的保加利亚、阿尔巴尼亚等国家不同，希腊是冷战时期没有奉行社会主义制度的东南欧国家之一。

### 政党
自恢复民主以来，希腊政党体系由自由保守的新民主党（ND）和社会民主的泛希腊社会主义运动（PASOK）主导。希腊议会中的其他政党包括激进左翼联盟（SYRIZA）、希腊共产党（KKE）、希腊解决方案（Greek solution) 和欧洲现实不服从阵线 (MeRA25)。
泛希腊社会主义运动和新民主党在很长一段时间内基本上交替执政，直到2009年政府债务危机爆发。从那时起，两个主要政党支持率急剧下降。2011年11月，两大政党加入了规模较小的东正教人民集会，组成大联盟，承诺议会支持由前欧洲央行副行长卢卡斯·帕帕季莫斯领导的民族团结政府。帕诺斯·卡梅诺斯投票反对本届政府，他脱离了ND，组建了右翼民粹主义的独立希腊人。
联合政府领导该国参加了2012年5月的议会选举。希腊传统政党PASOK和ND的权力分别从43%下降到13%和从33%下降到18%。左翼政党SYRIZA成为第二大政党，得票率从4%上升到16%。没有一个政党能够组建一个可持续的政府，这导致了2012年6月的议会选举。第二次选举的结果是组建了一个由ND（29%）、PASOK（12%）和民主左翼（6%）组成的联合政府。
自那以后，SYRIZA已经取代PASOK成为中左翼的主要政党。阿萊克西斯·齊普拉斯（Alexis Tsipras）在2015年1月25日举行的大选中带领SYRIZA获胜，但以两个席位之差未能在议会中获得绝对多数。第二天早上，齐普拉斯与独立希腊人达成协议，组建联盟，并宣誓就任希腊总理。齐普拉斯在2015年8月辞职后呼吁提前举行选举，这导致了由希腊首位女总理瓦西里基·塔努·克里斯托菲洛法官领导的为期一个月的看守政府。在2015年9月的大选中，亚历克西斯·齐普拉斯带领SYRIZA再次获胜，赢得了300个席位中的145个，并与独立希腊人重新组建了联盟。然而，他在2019年7月的大选中被领导ND的基里亚科斯·米佐塔基斯击败。2019年7月7日，在新民主党取得压倒性胜利后，基里亚科斯·米佐塔基斯组建了一个中右翼政府。2023年5月22日，希腊内政部公布对96.91%议会选举选票的统计结果，新民主党以40.80%的得票率赢得大选，获得希腊300个议会席位中的146席，基里亚科斯·米佐塔基斯继续担任希腊总理。

## 行政区划
2011年之前，希腊划分为13个大区，其下进一步分为54个州。除此之外，还有一个享有很大自治权的区域阿索斯山自治修道院州（圣山）。依照卡利克拉提斯法案，2011年1月1日，新的希腊行政区划体系开始生效。原有的13个大区保留，54个州被撤销。原有的1000多个市镇合并重组为325个。在13个大区之上，新设了7个权力下放管理局。大区与市镇实行自治，已在2010年11月7日和2010年11月14日分别举行了首次地方选举。圣山不受改革影响。
| 地图 | 序号                 | 大区       | 首府      | 面积（平方千米） | 人口      | GDP（亿欧元） |
| ---- | -------------------- | ---------- | --------- | ---------------- | --------- | ------------- |
|      | 1                    | 阿提卡大区 | 雅典      | 3,808.10         | 3,814,064 | €834.69       |
| 2    | 中希臘大區           | 拉米亚     | 15,549.31 | 508,254          | €79.26    |               |
| 3    | 中马其顿大区         | 塞萨洛尼基 | 18,810.52 | 1,795,669        | €238.50   |               |
| 4    | 克里特大区           | 伊拉克利翁 | 8,259     | 624,408          | €86.54    |               |
| 5    | 东马其顿和色雷斯大区 | 科莫蒂尼   | 14,157.76 | 562,201          | €67.09    |               |
| 6    | 伊庇鲁斯大区         | 约阿尼纳   | 9,203.22  | 319,991          | €38.43    |               |
| 7    | 伊奧尼亞群島大區     | 克基拉市   | 2,306.94  | 204,532          | €30.64    |               |
| 8    | 北愛琴大區           | 米蒂利尼   | 3,835.91  | 194,943          | €24.12    |               |
| 9    | 伯罗奔尼撒大区       | 特里波利斯 | 15,489.96 | 539,535          | €76.83    |               |
| 10   | 南愛琴大區           | 埃尔穆波利 | 5,285.99  | 327,820          | €58.88    |               |
| 11   | 色萨利大区           | 拉里萨     | 14,036.64 | 688,255          | €90.06    |               |
| 12   | 西希腊大区           | 帕特雷     | 11,350.18 | 648,220          | €78.47    |               |
| 13   | 西马其顿大区         | 科扎尼     | 9,451     | 254,595          | €38.49    |               |
| (14) | 阿索斯山             | 卡里埃     | 390       | 1,746            | 不適用    |               |

## 地理

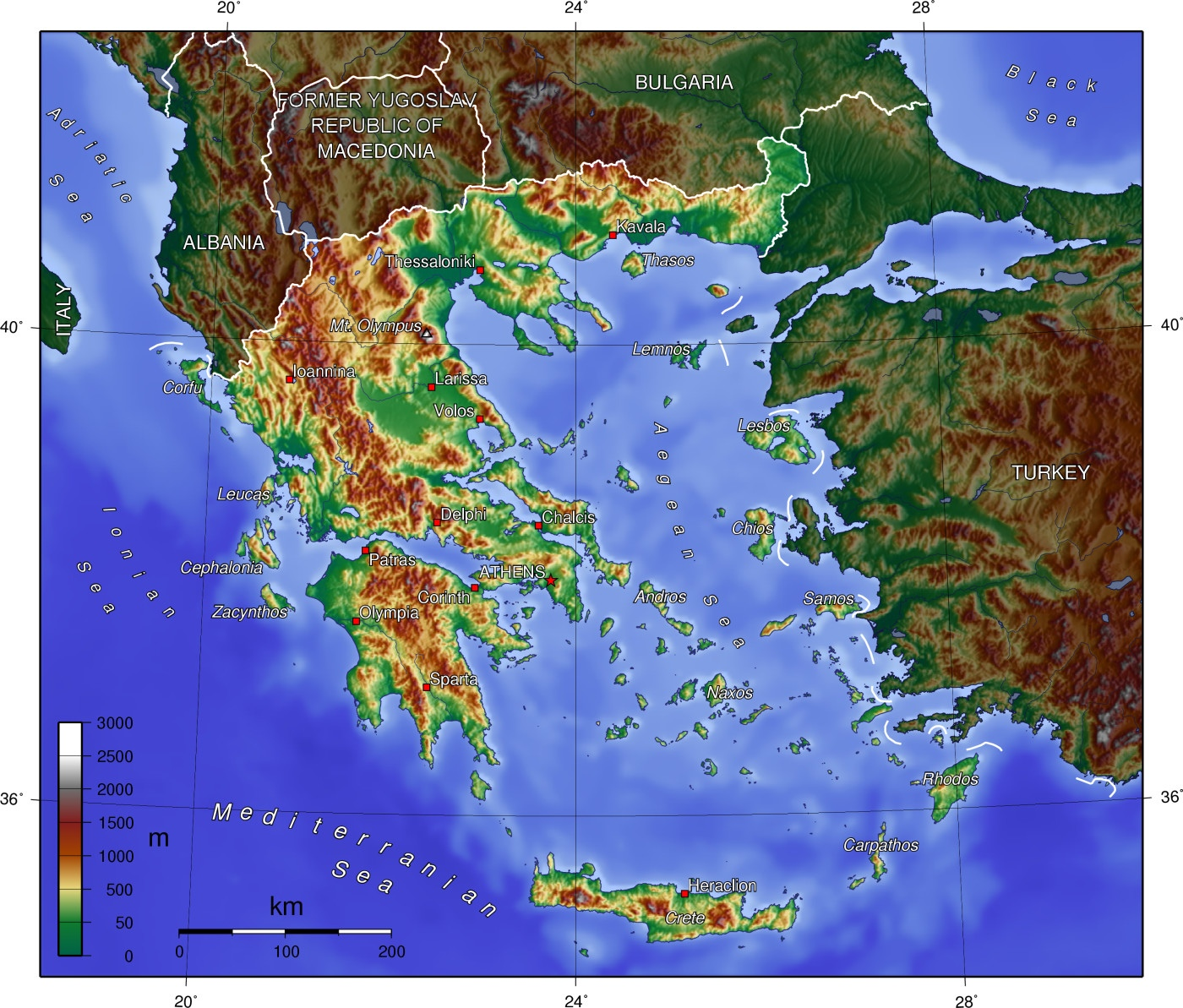
希臘地理

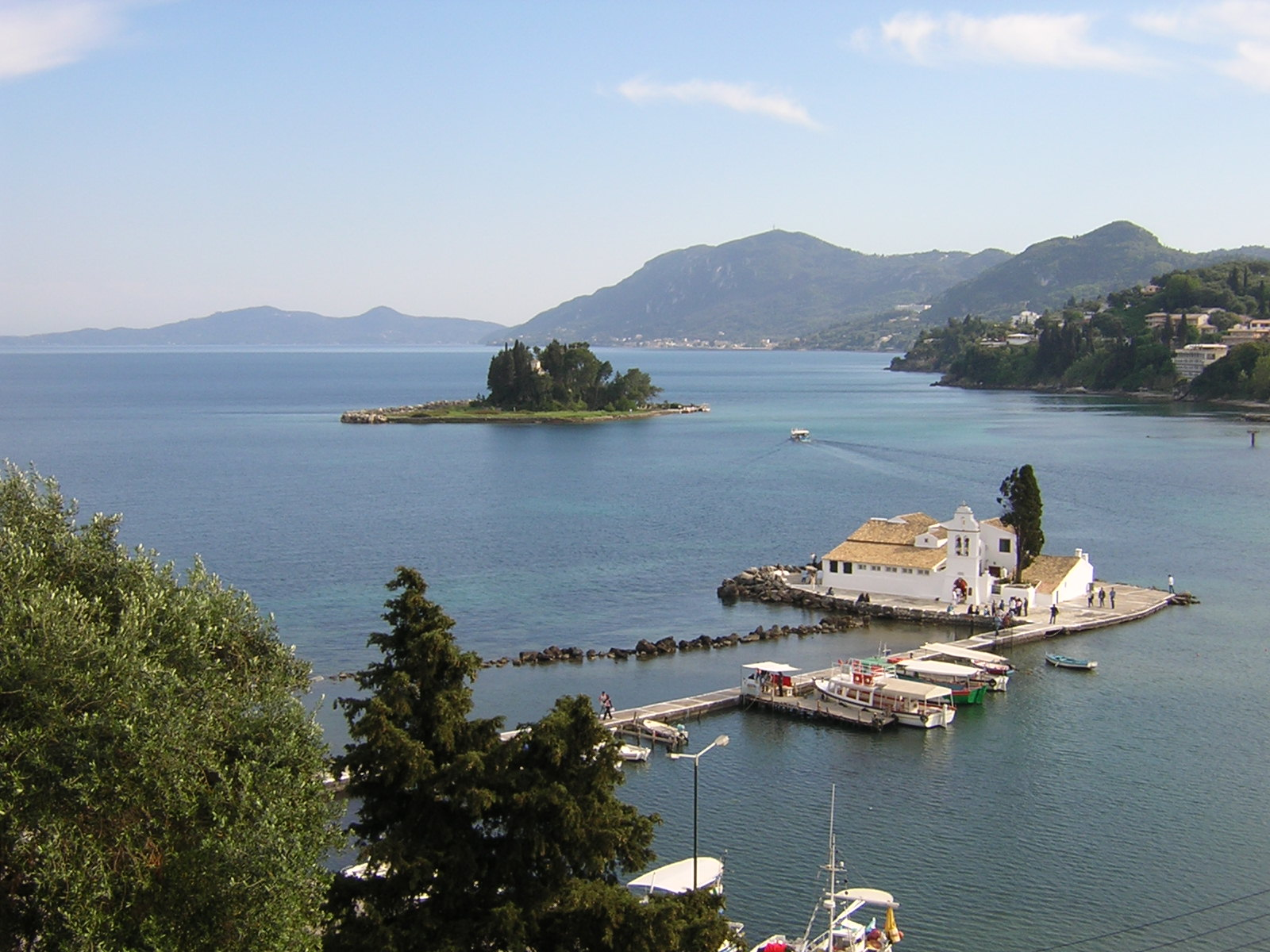
克基拉島

希腊位于欧洲南部和东南部，由一个多山的半岛和将近6000个岛屿组成，巴尔干半岛的南端自伯罗奔尼撒半岛伸入地中海，伯罗奔尼撒半岛则在地理上被科林斯地峡运河与欧洲大陆隔开，战略上位于欧洲、亚洲和非洲的十字路口。由于其极为曲折的海岸线和众多的岛屿，希腊拥有世界上第11长的海岸线，长达13676公里（8498英里）；其陆地边界为1160公里（721英里）。该国大致位于北纬34°至42°，东经19°至30°之间，各方向极点为：
- 北部：奥尔梅尼安
- 南部：加夫佐斯岛
- 东部：斯特龍吉利島
- 西部：奧索尼島

希腊80%的地区由山脉或丘陵组成，使该国名列欧洲山区最多的国家之一。奥林匹斯山是希腊众神的神话住所，最高点位于2918米（9573英尺）的奧林匹斯山，这也是该国最高的山峰。希腊西部有许多湖泊和湿地，以品都斯山脉为主。品都斯山脉是阿尔卑斯山狄娜里克部分的延续，其最高点为海拔达到2637米（8652英尺）斯莫利卡斯山（希腊第二高峰），历史上一直是东西方旅行的重要障碍。
品都斯山脉穿过伯罗奔尼撒半岛中部，基西拉岛和安蒂基西拉岛，进入爱琴海西南部，最终到达克里特岛。爱琴海的岛屿是水下山脉的顶峰，末次冰期时代曾经是大陆的延伸。品都斯山脉的特点是其高耸陡峭的山峰，经常被众多的峡谷和各种其他喀斯特地形分割。壮观的维科斯峡谷是品都山脉维科斯-奥奥斯国家公园的一部分，被吉尼斯世界纪录大全列为世界上最深的峡谷。另一个值得注意的地层是美特拉岩柱，其顶部是中世纪希腊东正教修道院。
希腊东北部是另一个高海拔山脉罗多佩山脉，分布在东马其顿-色雷斯地区；该地区覆盖着广阔、茂密的古老森林，包括位于该国东北部埃夫罗斯地区的著名的达迪亚森林。
广阔的平原主要位于色萨利、马其顿中部和色雷斯地区。它们是全国为数不多的可耕地，因此构成了关键的经济区域。稀有海洋物种，如鳍足海豹和红海龟，生活在希腊大陆周围的海域，而其茂密的森林是濒临灭绝的棕熊、欧亚山猫、獐和野山羊的家园。

### 氣候
希臘屬地中海型气候, 冬季温和湿润，夏季炎热干燥，秋季漫长，春季短暂，在南部地区有时温暖的秋天可以持续到12月份。在沿海地区这种气候最为普遍，包括雅典、基克拉泽斯、多德卡尼斯、克里特、伯罗奔尼撒、爱奥尼亚群岛和希腊大陆中部的部分地区。品都斯山脉对该国的气候有一定影响，相较来说希腊东部气候比西部更加温和，年不同时间段降雨量相差更小。克里特岛等岛屿的气候更为接近希腊西部，有时夏季甚至无雨。全境日照充足，各地區每年平均日照超過2000小時，在希腊旅行的游客建议带上防晒霜，墨镜等防晒用品，避免被强烈的紫外线灼伤。
希腊每年的最低氣温出現在1月和2月，最高氣温在7和8月，1月平均氣温攝氏13度，7月8月平均攝氏33度。
希腊西北部的山区（伊庇鲁斯、希腊中部、色萨利、马其顿西部的部分地区）以及伯罗奔尼撒半岛的中部山区，包括阿契亚、阿卡迪亚和拉科尼亚的部分地区，都属于高山气候，并伴有大雪。希腊北部、马其顿中部、东马其顿和色雷斯的内陆地区气候温和，冬季寒冷潮湿，夏季炎热干燥，雷暴频繁。山区和北部地区每年都会下雪，即使在雅典等地势低洼的南部地区，短暂的降雪也并非没有。

## 经济
希腊拥有综合了市场经济以及占GDP一半左右的公共版块。旅游业是支柱产业，占希腊GDP以及外汇收入的很大一部分（15%左右）。希腊是欧盟经济援助的主要受惠国，受欧盟援助的资金大约占总GDP的3.3%，在过去几年中希腊经济稳步增长。
急需解决的问题包括了降低失业率以及进一步的经济重组，包括了几个主要国有企业的私有化，社会保障体系、税收体系的改革，以及减少官僚系统的缺失。
希臘已自2002年1月1日起與其他「歐元區」會員國同步採用歐元取代舊制希幣成為新流通貨幣。
2010年2月，希臘政府欠債3千億歐元，恐無力償債而導致国家破產，其他歐元區國家擔心希臘的危機會對他們造成重大衝擊。希臘名列PIIGS之一，在2011年幾乎導致歐元區瓦解。2014年，由于市场担心希腊提前退出歐元區，导致国债收益率飙升、股市暴跌，欧洲债务危机可能爆发。

### 战后经济
战后初期，希腊还是相当落后的农业国，农业人口占总人口的一半以上。但近几十年来，经济有了飞快的发展，工业产值已经超过农业，第三产业也日益兴旺，现已迈入中等发达国家的行列。2006年国内生产总值2,140亿欧元，人均国内生产总值19,485欧元。

### 农业
希腊的农业人口占总人口的1/6。农产品以橄榄、棉花和烟草为三大支柱。橄欖油除满足国内需求外，还大量出口。此外希腊还盛产麦类、玉米、土豆、芦笋、甜菜、西红柿、桃子、葡萄、柑橘和柠檬。国土总面积30%为可耕种地，但由于地势较高，牧草稀疏，仅适合与饲养绵羊和山羊。希腊还出产一种著名的乳制品——羊奶酪，世界各地习惯性地将羊奶酪成为“希腊式奶酪”。最有名一種叫做菲達乳酪(Feta Cheese)，沿海渔业发达。

### 工礦業
希臘傳統產業以紡織、食品和煙草加工為主。近年來，鋼鐵、造船、煉油、鍊鋁、化肥和水泥等重工業發展較快。雅典和塞薩洛尼基為兩大工業中心。礦產資源有褐煤、鋁土、鎂、鎳、鉻、金、鐵、鉛和鋅。大理石尤其豐富，古希臘許多建築和雕塑都以大理石為原材料。希臘的大理石產量約佔世界總量的5%，大量向外國出口。

### 交通运输业
国内运输以公路和海运为主，铁路为辅，对外贸易主要靠海运。
由于希腊境内多山，铁路网比较稀疏，2004年铁路总长2 385千米，年货运量259万吨，年客运量888万人次。其中近1/3为轨距为1米的窄轨铁路，这种窄轨线路主要分布在伯罗奔尼撒半岛。从雅典经塞萨洛尼基北上的铁路是联系中欧、东欧的国际干线，自塞萨洛尼基通往伊斯坦布尔的铁路是沟通欧亚大陆的重要通道。
希腊的公路网非常稠密，总长11.67万千米，2005年高速公路总长2 186千米，国道9 100多千米。链接雅典和各地的长途汽车线路很多，车次频繁。
希腊海域辽阔，岛屿众多，海上轮渡是不可缺少的交通工具。海运业是国家经济的重要组成部分。除普通客轮外，还使用速度较快的水翼船。连接爱琴海的主要港口是雅典外港比雷埃夫斯。去伊奧尼亞群島的客轮则多从帕特雷和伊古迈尼察出发。主要港口有比雷埃夫斯、塞萨洛尼基、沃洛斯和帕特雷。
希腊本土和个岛屿之间的空运飞速发展，国营奥林匹克航空公司将雅典和其他30多个城市及岛屿连成一片。另外有7家私人航空公司，主要经营国内航线。全国有35个机场。主要机场有泽尼泽洛斯国际机场、塞萨洛尼基机场和克里特机场等。但因债务危机，希腊决定出售全国14座机场。

### 对外贸易
希腊每年进口大量的工业制成品、石油、肉类和饲料等；出口纺织品、橄榄油、葡萄酒、棉花、烟草、羊奶酪、大理石、铝土等。

### 旅游业

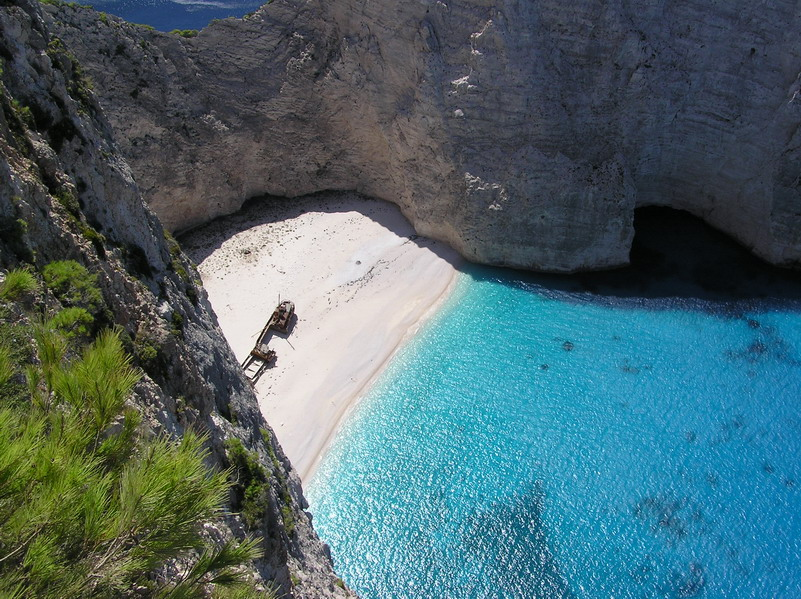
札金索斯沉船湾

希腊的旅游业非常兴旺。每年来希腊的外国游客约1,600万人次，超过希腊的总人口数。旅游业每年为希腊带来约140亿美元的收入。同时他们的侨汇也是重要的外汇收入。
2019-2-21希腊央行宣布，2018年赴希腊旅游的总人数为3012万人。这一惊人的数字与2017年相比增长了10.8%，2017年有2719万人访问该国。与旅游业和游客消费有关的收入在2018年达到161.1亿欧元（合183亿美元），比2017年的收入高出10.1%。
希腊央行的报告指出，大多数到访希腊的游客都是欧盟国家的公民。3012万名游客中，来自欧盟成员国的欧洲公民共计2140万人,另有873万名游客来自欧盟以外的国家。
在2018年期间，欧盟游客创造的收入增长了11.9%，总计达到110.34亿欧元（合125.18亿美元）。来自非欧盟游客的收入为46.62亿欧元（合52.9亿美元），增长了7.3%。
访问希腊的公民最多的欧洲国家是德国。在2018年，共有438.1万名德国人访问了希腊，增幅为18.2%。接下来是英国，有近300万公民前往希腊。法国在该国度假的游客数量中排名第三，有152.4万名。
从俄罗斯和美国赴希腊的游客人数可以看出旅游人数的显着变化。通常在度假期间前往希腊的俄罗斯游客人数比上一年减少了11.6%，令人吃惊。与此同时，赴希腊旅游的美国人数达到109.7万人，比上年增长了26.9%。
根据希腊驻中国领事机构的数据，在2016年，选择地中海度假的10个中国高收入人群中就有1个选择了希腊，并在未来几年有增长趋势。 预计到2018年，每10个中就有2个将选择希腊，预计短短两年内将增长近100％。

### 投資移民
由於希臘在二零零九年爆發歐債危機，於是希臘政府決定推行投資移民計劃，祇要在希臘購買二十五萬歐元（不含稅）或以上的房產，便可以獲得「黃金簽證」，在希臘住滿五年，可以獲批永久居留權，而近年也有中國大陸居民通過申請「黃金簽證」在希臘定居。

## 人口、語言、宗教和醫療
希臘2011年人口為10,816,286 人。大多数希腊人（98%）信奉国教东正教。东正教会受国家保护，并有自治权，但受位于君士坦丁堡的基督教元老院的精神指导。除此之外，还有1.3%的人口信奉伊斯兰教，而伊斯兰教也是唯一受官方承认的除东正教之外的宗教。

### 語言
在希臘，其官方語言為希臘語。而英語為最普遍的外國語言。

### 宗教
| 希臘的宗教（2005年）   | 希臘的宗教（2005年）   | 希臘的宗教（2005年） | 希臘的宗教（2005年） | 希臘的宗教（2005年） |
| ---------------------- | ---------------------- | -------------------- | -------------------- | -------------------- |
|                        |                        |                      |                      |                      |
| 相信上帝               | 相信上帝               |                      | 81%                  | 81%                  |
| 在精神信仰或生命的力量 | 在精神信仰或生命的力量 |                      | 16%                  | 16%                  |
| 沒有信仰               | 沒有信仰               |                      | 3%                   | 3%                   |

《希臘憲法》承認，基督宗教中的正教會為國家的普遍的信仰，雖然如此，但同時也保證對所有宗教的信仰自由。希臘政府在人口普查时不統計公民的宗教信仰。據美國國務院，估計有97％的希臘公民確定自己為正教會基督徒，他們是屬於希臘正教會。在2005年歐統處調查，81％的希臘公民的回應，他們“相信著有上帝”，這是僅次於馬耳他和塞浦路斯的，是歐盟成員國之中的比例最高。根據其他來源，有15.8％的希臘人形容自己作為“篤信宗教”，這是所有歐洲國家中最高的。該調查還發現，只有3.5％希臘人從不去教堂。
估計確認希臘的穆斯林少數民族，主要位於色雷斯，估計有十余萬希臘公民，而有20-30萬穆斯林移民。

### 醫療
希臘的醫療系統得到广泛的普及，位居世界排名前列。在2000年世界衛生組織的報告，它在整體評估排名是第14位，在服務品質上是11位。2010年，希臘共有138家醫院和31000張病床。但2011年7月1日，衛生和社會互助部公佈的計劃，已減少至77家醫院和36035張病床，作為一個必要的改革，以減少開支，並進一步加強保健的標準。

## 軍事

希腊军服纹章

希腊武装部队由希腊国防总参谋部（希腊语：Γενικό Επιτελείο Εθνικής Άμυνας – ΓΕΕΘΑ）监督，文职权力归属国防部。 它由三个分支组成：
希腊陆军 (Ελληνικός Στρατός, ΕΣ)
希腊海军 (Ελληνικό Πολεμικό Ναυτικό, ΕΠΝ)
希腊空军 (Ελληνική Πολεμική Αεροπορία, ΕΠΑ)
此外，希腊还设有海岸警卫队，负责海上执法、搜救和港口事务。 虽然它战时支援海军，但它在行政管理上隶属于航运部。
希腊军人总数为364,050人，其中现役142,700人，预备役221,350人。 希腊在军队服役的公民人数在世界上排名第28位。2009年之前，希腊对所有18岁以上的男性实行为期1年的强制征兵。虽然接受妇女的服役申请，但她们的征兵不是强制性的。此举引起了反对义务兵役人士的反对，希腊宪法第4条规定所有希腊公民都有义务保卫希腊，而负担完全落在男性公民身上。现在对于19至45岁的希腊公民来说，希腊陆军的服役期为九个月，海军和空军为一年。此外，居住在战略敏感地区的18至60岁的希腊男性可能需要在国民警卫队兼职服役。在希臘服兵役可以領取工資。
尽管其对北约任务的参与很少，但作为成员国希腊军方常常参与北约的军事演习和部署。希腊每年的军费开支超过70亿美元，占GDP的2.3%，按绝对值计算在世界上排名第24位，按人均计算排名第7位，在北约中仅次于美国位居第二。 此外，希腊是仅有的五个达到或超过国防开支占GDP 2%之最低目标的北约国家之一。
希軍擁有200架以上第四代戰機，數百輛德製先進戰車和數千輛裝甲車輛、20多艘飛彈巡防艦，以其國力人口規模來講屬於異常龐大的戰力，可能與處在北約對抗俄國和中東局勢的較前線地位有關。

## 文化
希腊文化自迈锡尼希腊开始已经发展了数千年，最引人注目的是，希腊文明穿越数千年，经历了罗马帝国及其希腊化的延续东罗马或拜占庭帝国的影响，从古典希腊一直延续下来。其他文化和国家，如拉丁化和法兰克化（中古日耳曼文化）的国家、奥斯曼帝国、威尼斯共和国、热那亚共和国和大英帝国，也对现代希腊文化产生了影响，尽管历史学家认为希腊独立战争振兴了希腊，并将其变为了一个由多方面文化组成的，单一、有凝聚力的实体。
在古代，希腊是西方文化的发源地。现代民主国家要归功于希腊对人民政府、陪审团审判和法律平等的信念。古希腊人在许多依赖系统思想的领域开创了先河，包括逻辑学、生物学、几何学、政府学、地理学、医学、历史学、哲学、物理学和数学。他们引入了史诗和抒情诗、历史、悲剧、喜剧和戏剧等重要的文学形式。在追求秩序和比例的过程中，希腊人对于美的理念也深刻影响了西方艺术。

### 文学
希腊文学可分为三大类：古希腊文学、拜占庭文学和现代希腊文学。

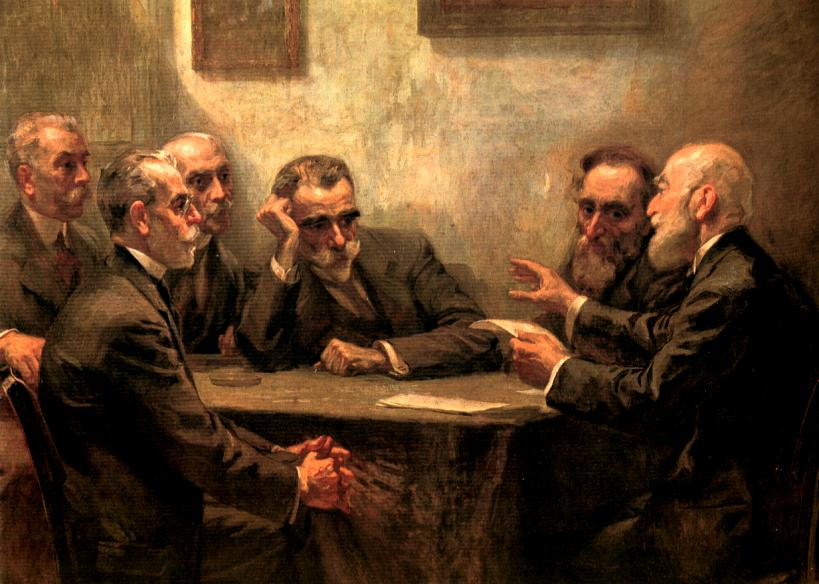
19世纪后期的一幅希腊画作

雅典被认为是西方文学的发源地。在希腊文学的开端，矗立着荷马的两部不朽丰碑：《伊利亚特》和《奥德赛》。尽管创作日期各不相同，但这些作品的年代都是在公元前800年左右。在古典主义时期，许多西方文学流派变得更加突出。抒情诗、颂歌、田园诗、挽歌、短诗隽句；喜剧和悲剧的戏剧性呈现；史学、修辞学论文，哲学辩证法和哲学论文都出现在这一时期。两位主要的抒情诗人是莎孚和品达。古典时代还见证了戏剧的黎明。
在古典时代创作和表演的数百部悲剧中，只有少数三位作家的戏剧幸存下来：埃斯库罗斯、索福克勒斯和欧里庇得斯。阿里斯托芬现存的戏剧也是喜剧呈现的宝库，而希罗多德和修昔底德是这一时期最具影响力的两位历史学家。4世纪最伟大的散文成就是三位伟大哲学家的哲学作品。
拜占庭文学是指拜占庭人用阿提西化，有中世纪文法特征的早期现代希腊语写成的文学，表现了中世纪时期信仰基督教的拜占庭希腊知识分子的生活。尽管流行的拜占庭文学和早期的现代希腊文学都始于11世纪，但两者难以区分。
现代希腊文学是指用现代希腊语创作的文学，出现于11世纪拜占庭时代的晚期。克里特文艺复兴时期的诗歌《埃罗托克里托斯》被认为是这一时期希腊文学的杰作。这是一部1600年左右由维特森佐斯·科尔纳罗斯 （页面存档备份，存于）（1553-1613）创作的浪漫诗歌。在后来的启蒙时期（Διαφωτισμός），阿扎曼蒂奥斯·科莱斯和里加斯·費雷奧斯等作家用他们的作品为希腊革命埋下了伏笔（1821–1830）。

### 艺术
希腊的艺术创作始于史前前希腊基克拉迪文明和米诺斯文明，这两个文明都受到当地传统和古埃及艺术的影响。
古希腊有几个相互关联的绘画传统。由于技法的差异，它们的发展经历了些微的分化。并不是所有的绘画技术都能在考古记录中同样好地体现出来。根据普林尼·塞孔杜斯或保萨尼亚斯等作家的说法，最受尊敬的艺术形式是画在木板上的独立可移动绘画，被称为木版画，这也是版画最古老的一种形式。此外，希腊的壁画传统至少可以追溯到米诺斯和迈锡尼青铜时代，克诺索斯、梯林斯和迈锡尼等地都有奢华的壁画装饰。古希腊的大部分人像或建筑雕塑都是彩绘的，因此这一类型的希腊石雕被认为是多彩华丽的。
古希腊雕塑几乎全部由大理石或青铜制成；到5世纪初，雕塑选用的主要材料便为青铜。大理石和青铜都很容易雕刻成型，而且非常耐用。用于寺庙宗教崇拜和奢侈建筑的克里斯里凡亭雕像使用黄金，最常见的便是用叶子形式的黄金和象牙来覆盖人物的全身或某些部位（面部和手部），可能还有用宝石和其他材料的，但不太常见，往往只有碎片幸存下来。到19世纪初，在古希腊遗址的系统挖掘已经发现了大量的雕塑，表面有明显的多色痕迹。不过直到20世纪末德国考古学家文森兹·布林克曼发表关于多色雕像的研究结果，古希腊雕塑绘画才成为一个学界共识。
拜占庭时期的艺术创造并未停止。这种新美学最显著的特点是其“抽象”或反自然主义的特征。如果说古典艺术的特点是试图创造尽可能模仿现实的作品，那么拜占庭艺术似乎已经放弃了这种尝试，转而采用更具象征意义的方法。拜占庭的绘画主要集中在圣像和圣徒传记上。马其顿艺术（拜占庭）是马其顿文艺复兴的艺术表现形式，这个标签有时被用来描述拜占庭帝国的马其顿王朝（867–1056）时期，特别是10世纪，一些学者认为这是一个对古典学术越来越感兴趣的时期，并将古典主题融入了基督教艺术中。
后拜占庭艺术流派包括克里特派和庚烷学派。希腊王国的首次艺术运动可以认为是19世纪的希腊学院艺术（慕尼黑学派）。著名的现代希腊画家包括尼古拉斯·吉热斯、乔治奥斯·雅科比德斯、西奥多罗斯·弗里扎基斯等，而著名的雕塑家则为帕夫洛斯·普罗萨伦蒂斯、约阿尼斯·科索斯。

#### 建筑
古希腊最主要的大型建筑是神庙。那时人们信奉的是多神教，各行各业各地方都有自己的守护神。希腊神庙的建筑特点是广泛地运用石柱。因此基石、柱子和盖在其上之檐部的处理，基本上决定了神庙的外貌。列柱之美即建筑美学的具体体现。古代希腊人创造了多立克、愛奥尼亞、科林斯3种石柱形态，这三种柱式是在人们的摸索中慢慢形成的，后面的柱式总与前面柱式之间有一定的联系，有一定的进步意义。而贯穿四种柱式的则是永远不变的人体美与数的和谐。柱式的发展对古希腊建筑的结构起了决定性的作用，并且对后来的古罗马，欧洲的建筑风格产生了重大的影响。

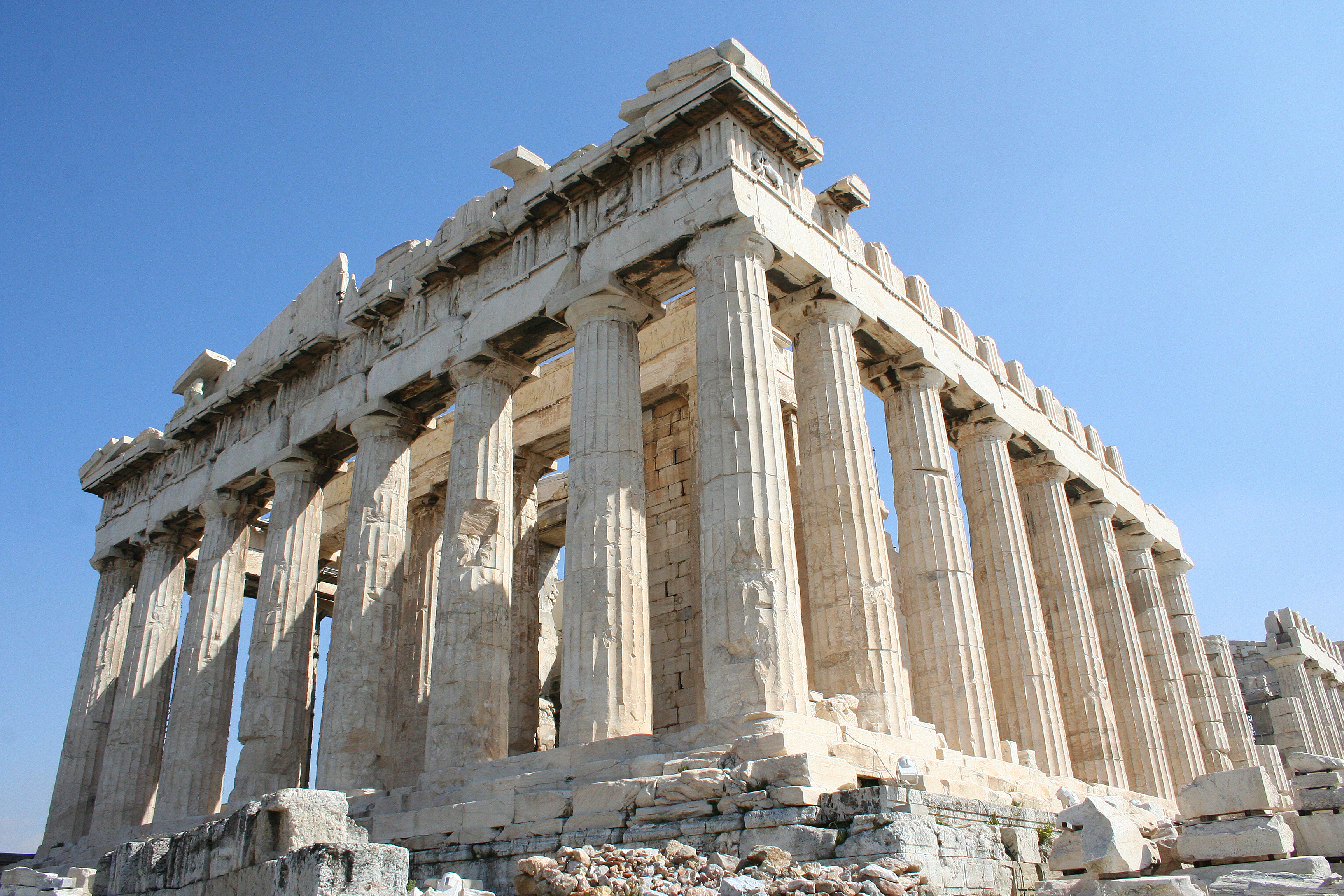
雅典帕德嫩神廟

- 多立克柱式——是较为朴实庄重的一种柱式，为多里安人所创造的。他的柱身比例较为粗短，柱的下端直接置于石台上，不加另外基座。柱的顶端是由一扁圆形垫石托着一块厚实的方形石板，再与上面的楣梁连接，整个柱形朴素、稳重、坚固。著名的雅典卫城的帕提农神庙即采用的是多立克柱式[75]。

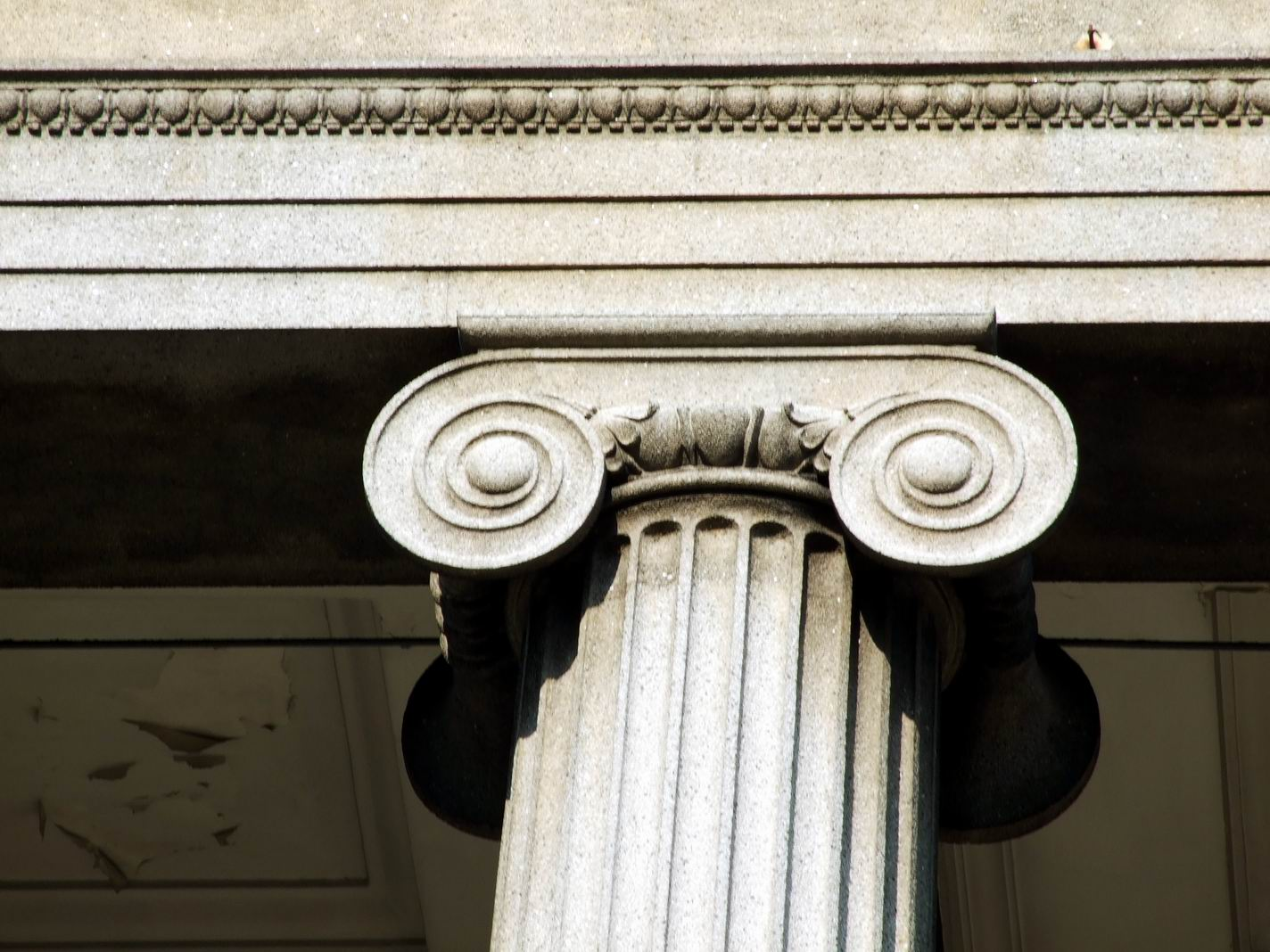
爱奥尼亚式圆柱

- 爱奥尼亚柱式——由小亚细亚沿海的伊奧尼亞人所创造的。他的柱身修长，垂直线纹精细。柱的底部加上了圆形基座，柱的顶端加了涡卷形装饰。整个柱式优美、轻灵、典雅。广泛出现在古希腊的大量建筑中，如雅典卫城的俄瑞克忒翁神庙[76]。

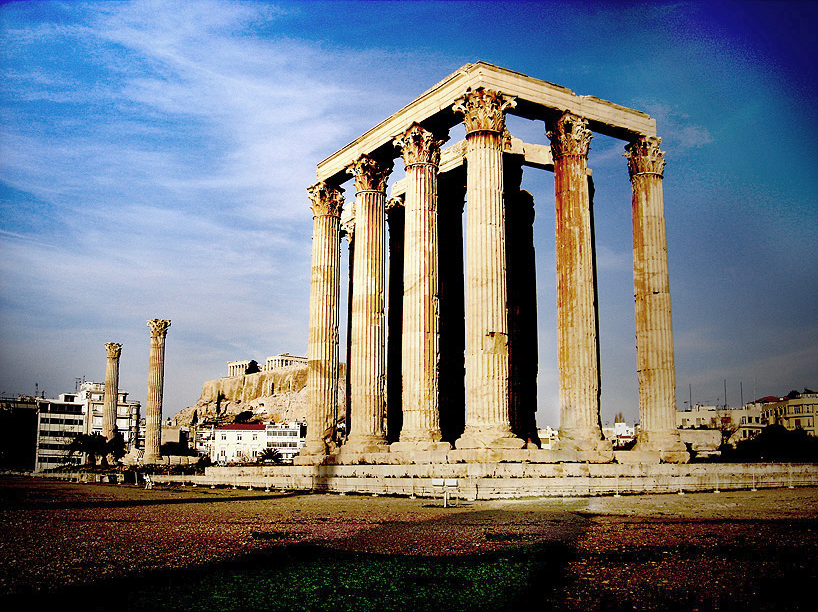
奥林匹亚宙斯神庙

- 科林斯柱式——出现较晚，流行于希腊化时期，最初为科林斯人所创造而得名。这种柱式是从爱奥尼亚式变化而成，所不同的是柱顶端的一对漩涡形纹没有了，代之以繁密重迭的卷叶形装饰，更显的精致华美。科林斯柱式最初用于建筑内部，到希腊化后期和罗马时期才更多地用于大型建筑。雅典的宙斯神廟采用的正是科林斯柱式[77]。

### 哲学

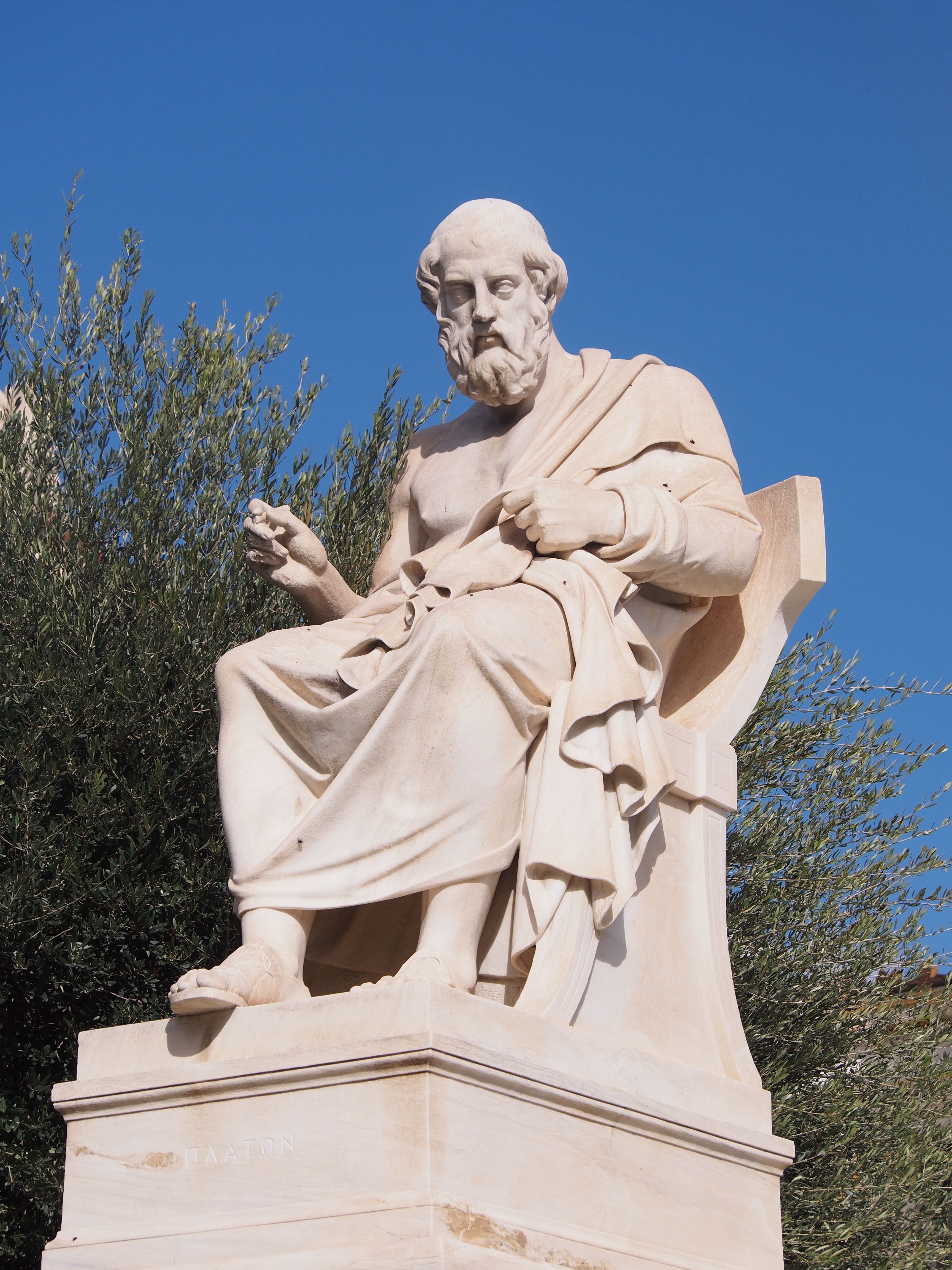
位于雅典的柏拉图雕像

大多数西方哲学传统始于公元前6世纪的古希腊。最初的一批哲学家被称为“前苏格拉底学派”，也即生活在苏格拉底之前的哲学家。这些哲学家大多来自希腊西部或东部殖民地，他们的原作大多未能完整幸存，只有一些残篇留存至今。
雅典哲学家苏格拉底是古希腊哲学的重要人物，他开创了古希腊哲学的新阶段，并为后续西方哲学奠定了重要基础。与同时代的智辩家类似，他拒绝前人为物质世界提出的各种推测，而将自身哲学建立在人的思想与意见之上。苏格拉底的学生柏拉图在他的作品中整合了苏格拉底的各种学说，并加入了部分早期哲学家的理论，构建了一个综合的哲学系统。
来自希腊斯塔伊拉的亚里士多德是柏拉图的弟子，他与老师柏拉图一同被认为是古典时代最伟大的哲学家。柏拉图倾向于由超出人类感官的理型来理解世界，而亚里士多德则偏好由人类经验事实入手构造理论。除了上述三位哲学家外，始于古希腊的著名的哲学流派还有斯多葛主义、伊比鸠鲁学派、怀疑论和新柏拉图主义。
拜占庭帝国流行于8至15世纪的拜占庭哲学也源于古希腊哲学，即使它带有一种基督教世界观，但人们仍可从中识别出源自柏拉图、亚里士多德以及新柏拉图主义的观点。
君士坦丁堡陷落前夕，哲学家格弥斯托士·卜列东试图恢复“希腊人（Hellene）”的使用，并主张回归古典世界的奥林匹亚诸神。1453年后，许多希腊拜占庭学者去往西欧参与当时的文艺复兴。
18世纪末的欧洲启蒙运动亦波及希腊，其在希腊被称为启蒙时期（Diafotismos），这一时期现代希腊在文化艺术方面取得了重要进展，代表人物包括阿扎曼蒂奥斯·科莱斯、里加斯·費雷奧斯、提奥菲罗斯·凯里斯。
希腊现代时期的哲学家和政治学家还包括科尼利厄斯·卡斯托里亞迪斯、尼科斯·普兰查斯、克里斯托斯‧延納拉斯。

## 旅遊
- 雅典[83]
- 克里特岛
- 圣托里尼
- 米科诺斯岛
- 罗得岛
- 罗兹
- 德尔斐
- 奥林匹亚
- 阿索斯山
- 奥林匹斯山
- 马拉松
- 迈锡尼遗址

## 教育
希腊实行九年义务教育制，公立中、小学免费，大学实行奖学金制。1837年，希腊开办了第一所大学。现在全国有大学21所，其他高等院校70多所，在校学生30多万。其中雅典大学和塞萨洛尼基大学规模最大，学生都在3万以上。著名大学有雅典大学、塞萨洛尼基大学、克里特大学、帕特雷大学、雅典工学院等。

## 社会保障

### 退休
在希腊，最低保险期限为 15 年，一般年龄限制为 67 岁且工作时间为 4,500 天。 一般来说，62岁和完成40个保险年限（12000个工作日）是领取全额养老金的前提条件。
此外，在某些情况下，受抚养人有资格获得额外的每月款项。

## 体育
希腊在大型国际综合运动会的成绩：
- 夏季奥运：30金42银38铜110枚（第32）
- 冬季奧運：無獎牌
- 夏季大運會：3金7銀9銅  19枚（前60）
- 冬季大運會：無獎牌
- 世界運動會：4金6銀2銅12枚（前40）
- 夏季青年奧運會：1銀3銅（第67）
- 冬季青年奧運會：無獎牌
- 世界武搏運動會：4銀（第39）

## 備注
1. ↑  爱琴海的部分島嶼被視為亞洲